# Climax (Michigan)
Climax – wieś w Stanach Zjednoczonych, w stanie Michigan, w hrabstwie Kalamazoo.